# Concentrazione (chimica)

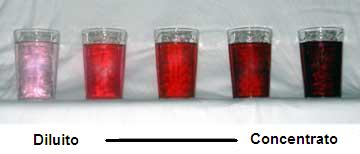
Esempi di soluzioni diluite e concentrate. La concentrazione è evidenziata qualitativamente dalla colorazione data dall'inchiostro.

La concentrazione di un componente in una miscela è una grandezza che esprime il rapporto tra la quantità del componente rispetto alla quantità totale di tutti i componenti della miscela (compreso il suddetto componente), o, in alcuni modi di esprimerla, del componente più abbondante.
Nel caso specifico di una soluzione (che è un tipo particolare di miscela), la concentrazione di un determinato soluto nella soluzione esprime il rapporto tra la quantità del soluto rispetto alla quantità totale di soluzione, o, in alcuni modi di esprimerla, del solo solvente (ad esempio molalità).
Quando la sostanza in esame ha una concentrazione molto elevata nella miscela, si parla in genere di purezza; se non è diversamente specificato, la purezza viene intesa come la percentuale in peso della sostanza in esame rispetto al peso totale della miscela. Ad esempio se un campione di 100 grammi di argento presenta una purezza del 99,9% vuol dire che tale campione contiene 99,9 grammi di argento e 0,1 grammi di altre sostanze (dette impurezze).

## Modi per esprimere la concentrazione

### Notazione quantitativa

#### Concentrazione massica (Densità in soluzione)
La densità in soluzione {\displaystyle \rho _{i}} indica il rapporto tra la massa del soluto {\displaystyle m_{i}} rispetto al volume dell'intera soluzione {\displaystyle V}:
{\displaystyle \rho _{i}={\frac {m_{i}}{V}}.}
La densità in soluzione si esprime in kg/m3 (pari a g/L).

#### Molarità
La molarità (o concentrazione molare) {\displaystyle c_{i}} si definisce come il rapporto del numero di moli del soluto {\displaystyle n_{i}} rispetto al volume della soluzione {\displaystyle V} in litri:
{\displaystyle c_{i}={\frac {n_{i}}{V}}.}
L'unità di misura della molarità sono i kmol/m3 (che, si ricorda, equivalgono a mol/L, a loro volta pari a mol/dm3).

#### Densità di numero
La densità di numero {\displaystyle C_{i}} indica il numero di determinati oggetti {\displaystyle N_{i}} per unità di volume {\displaystyle V}:
{\displaystyle C_{i}={\frac {N_{i}}{V}}.}
La densità di numero è misurata in 1/m3.

#### Percentuale in volume
La percentuale in volume {\displaystyle \phi _{i}} corrisponde ai millilitri (mL) di soluto {\displaystyle V_{i}} disciolti in 100 millilitri di soluzione {\displaystyle V}:
{\displaystyle \phi _{i}={\frac {V_{i}}{V}}.}
Trattandosi di una grandezza adimensionale, la percentuale in volume è definita da un numero o da una percentuale (per esempio, 0,18 o 18%).

### Quantità relative

#### Normalità
La normalità indica il numero di equivalenti di un soluto disciolti in un litro di soluzione. Si calcola con la formula:
{\displaystyle N={\frac {n_{eq}}{V}}}
Questa grandezza oggi è abolita sia dalla IUPAC che dal Sistema Internazionale, ma si continua comunque a farne uso.

#### Molalità
La molalità {\displaystyle b_{i}}, da non confondersi con la molarità, è definita come il rapporto tra il numero di moli del soluto {\displaystyle n_{i}} e la massa del solvente {\displaystyle m_{\mathrm {solvente} }} espressa in chilogrammi (non la massa della soluzione).
{\displaystyle b_{i}={\frac {n_{i}}{m_{\mathrm {solvente} }}}.}
La molalità si esprime, quindi, in mol/kg.

#### Frazione molare
La frazione molare {\displaystyle r_{i}} è definita come il rapporto della quantità di sostanza della specie chimica in questione {\displaystyle n_{i}} e la quantità di sostanza di tutte le specie presenti nella miscela:
{\displaystyle r_{i}={\frac {n_{i}}{n_{\mathrm {tot} }}}.}

#### Rapporto di mescolanza
Il rapporto di mescolanza {\displaystyle r_{i}} è il rapporto tra la massa {\displaystyle m_{v}} di vapore acqueo e la massa {\displaystyle m_{d}} d'aria secca contenute in una certa massa d'aria umida:
{\displaystyle r_{i}={\frac {m_{v}}{m_{d}}}.}

#### Frazione massica
La frazione ponderale (della massa) {\displaystyle w_{soluto}} definita come il rapporto tra la massa della specie chimica in questione e la massa totale della miscela.
{\displaystyle w_{soluto}={\frac {m_{soluto}}{m_{soluto}+m_{solvente}}}}
Trattandosi di una grandezza adimensionale, la percentuale in massa è definita da un numero o da una percentuale (per esempio, 0,23 o 23%).

## Tabella riassuntiva
| Tipo di concentrazione   | Simbolo                                                 | Definizione                                      | Unità di misura | Altre unità         |
| ------------------------ | ------------------------------------------------------- | ------------------------------------------------ | --------------- | ------------------- |
| percentuale massa/volume | {\displaystyle \rho _{i}} o {\displaystyle \gamma _{i}} | {\displaystyle m_{i}/V}                          | kg/m3           | g/100mL (= g/dL)    |
| concentrazione molare    | {\displaystyle c_{i}}                                   | {\displaystyle n_{i}/V}                          | mol/m3          | M (= mol/L)         |
| densità di numero        | {\displaystyle C_{i}}                                   | {\displaystyle N_{i}/V}                          | 1/m3            | 1/cm3               |
| percentuale in volume    | {\displaystyle \phi _{i}}                               | {\displaystyle V_{i}/V}                          | m3/m3           | %, ‰, ppm, ppb, ppt |
| Quantità relative        | Simbolo                                                 | Definizione                                      | Unità di misura | Altre unità         |
| normalità                | {\displaystyle N}                                       | {\displaystyle c_{i}/f_{\mathrm {eq} }}          | mol/m3          | N (= mol/L)         |
| molalità                 | {\displaystyle b_{i}}                                   | {\displaystyle n_{i}/m_{\mathrm {solvente} }}    | mol/kg          |                     |
| frazione molare          | {\displaystyle x_{i}}                                   | {\displaystyle n_{i}/n_{\mathrm {tot} }}         | mol/mol         | ppm, ppb, ppt       |
| rapporto di mescolanza   | {\displaystyle r_{i}}                                   | {\displaystyle n_{i}/(n_{\mathrm {tot} }-n_{i})} | mol/mol         | ppm, ppb, ppt       |
| frazione massica         | {\displaystyle w_{i}}                                   | {\displaystyle m_{i}/m_{\mathrm {tot} }}         | kg/kg           | %, ‰, ppm, ppb, ppt |

## Altre notazioni
Notazione complementare alla % è il rapporto relativo soluto:miscela (in peso o volume) con notazione Qsoluto : Qmiscela (es. rapporto zucchero-bevanda 3:100).

## Precisazioni
Come spiegato nella nota sopra, occorre fare sempre attenzione, specie nel caso delle soluzioni in cui il solvente è molto preponderante in confronto al soluto, che le % di concentrazione sono riferite alla soluzione (il risultato finale cioè il totale) e non al solvente (che è solo un componente del totale). Ad esempio: nella miscela di carburante benzina-olio al 2% (in volume), per ottenere 10 litri di prodotto occorre combinare 0,2 litri di olio (soluto) con 9,8 litri di benzina (solvente) e non (e qui sta il classico errore) 0,2 litri di olio in 10 litri di benzina (il risultato complessivo sarebbe 10,2 litri di miscela al 1,9%).
Nel caso di soluzioni acquose (per cui la densità è prossima all'unità) si assimila la concentrazione (in massa sul volume) in g/l a concentrazione per mille (‰). La concentrazione in ‰ è usata, ad esempio, nel settore enologico (i disciplinari impiegano la concentrazione per mille per designare l'acidità o l'estratto secco nel vino). Similmente, sempre per soluzioni acquose, la concentrazione espressa in % equivale a g/ml (ad esempio acqua zuccherata a 70 g/l cioè 0,07 g/ml equivale al 7%). In campo farmaceutico la soluzione fisiologica, ad esempio al 3%, esprime 3 g di NaCl (sale) disciolti in 100 ml di acqua purificata. Idem la soluzione nutrizionale parentale di tipo zuccherino al 5% (1 ml di soluzione acquosa contiene 5 g di glucosio disciolti). In maniera equivalente si usa la % per indicare la concentrazione in Kg/l invece che g/ml.
Quando non precisato, solitamente la concentrazione % (anche di miscele liquide) è intesa in massa/massa (come in pasticceria o in enotecnica): in questi casi, quando si sta parlando di soluzioni acquose (di densità vicina a quella dell'acqua) allora è approssimabile a % volume/volume. Altrimenti, quando la densità della soluzione è significativamente diversa da 1 Kg/l, va sempre precisato a quale grandezza si sta parlando per esprimere il rapporto % (se in massa o in volume) per non compiere errori grossolani.